# Tabitha Stevens
Tabitha Stevens (Long Island, 16 febbraio 1970) è un'ex attrice pornografica e regista statunitense.

## Biografia
Tabitha Stevens è entrata nell'industria pornografica nel 1995 a 25 anni dopo aver incontrato in palestra Racquel Darrian e l'allora marito, Derrick Lane. Inizialmente ha posato per alcuni riviste come Cheri e Hustler e, in seguito, ha divorziato dal marito. Ha, quindi, girato la sua prima scena, Rolling Thunder, per Vivid con Bobby Vitale. Nel 2009, dopo una pausa dal settore per 7 anni, è rientrata nell'industria con la scena Dirty Over 30 Vol. 3.
Nel 2007 è stata inserita nella Hall of Fame dagli AVN Awards.

## Apparizioni su media tradizionali
Tabitha ha partecipato al The Howard Stern Show più di 25 volte ed è apparsa in cinque stagioni di Dr. 90210. Ha prodotto e diretto 13 episodi dello show di HBO "The Erotic Traveller".

## Vita privata
Tabitha Stevens è divorziata dal 1997 dal produttore e regista pornografico Kenny Gallo. Successivamente, ha sposato il produttore pornografico Don Osterholt ma nel 1999 hanno divorziato. Nel 2007 si è sposata per la terza volta con il produttore e regista pornografico Gary Orona.

## Riconoscimenti
- AVN Awards
  - 2007 – Hall of Fame[6]